# Станіслав Пілят (письменник)
Станіслав Пілят (пол. Stanisław Pilat; 7 вересня 1802, Красностав — 13 серпня 1866, Немирів) — польський письменник, педагог, культурний діяч.

## Біографія
Батько — Юзеф Пілат (у церковному акті прізвище записане як Пілат (пол. Piłat), а не Pilat), мати — Вікторія Весоловська. Навчався у Львові на межі 20-30их років XIX ст. В той час здійснював свої перші літературні проби, брав участь в студентських гуртках, перекладав твори Адама Міцкевича («Дзяди», «Ода Молодості») німецькою мовою (переклади не збереглися). Тоді ж познайомився з майбутнім поетом Вінцентієм Полєм.
Брав участь у Листопадовому повстанні. Потрапив у російський полон і був змушений відбути примусову службу в російській армії (1832—1835). З допомогою друзів йому вдалося покинути цю службу. Згодом влаштування на роботу домашнім учителем Владислава Сангушка. 1848 року був членом Центральної національної ради.
У липні 1849 року захистив звання доктора філософії у Ягайлонському університеті у Кракові. Наступного року відкрив приватний навчальний заклад для хлопців. Цей заклад мав дуже хорошу репутацію і став його основною життєвої справою до самої смерті. Крім цього займався суспільною і культурною діяльністю.
Був автором історичних драм, літературознавчих довідок, літературних та театральних рецензій. Публікувався у виданнях «Dziennik Literacki», «Kółko Rodzinne», «Nowiny», «Czas», «Tygodnik Naukowy».
Серед його творчого здобутку:
- Strusiowie (1848, історична драма) — головні персонажі — представники роду Струсів.
- Zofia Morsztynówna (1852, історична драма)
- Młynarz i kowal (опера лібретто, не збереглася)
- Дослідження з історії літератури (журнал «Dziennik Literacki», 1852)
- Уваги до написання історії літератури (журнал «Nowiny», 1855)
- Естетичні студії («Biblioteka Ossolineum», том III, 1863)
- Вступне слово (до: Pamiętnik Wincentego Pola do literatury polskiej XIX wieku, 1866)

Був 2 рази одружений. Перша дружина померла 1842 року. Друга — Гертруда (Рудольфівна) Гнатовська, народила 4 сини.
- Владислав — економіст та соціолог, став професором Львівської політехніки, доцентом Львівського університету.
- Тадеуш — юрист, професор і ректор Львівського університету. Син Тадеуша — названий на честь діда Станіславом. Цей внук (Станіслав Пілят) був професором Львівської політехніки, розстріляний німцями 1941 року.
- Роман — польський історик літератури, професор і ректор Львівського університету.
- Четвертий син скоріш за все називався Станіславом.